# Mexico ved sommer-OL 2016
Mexico deltog ved Sommer-OL 2016 i Rio de Janeiro som blev arrangeret i perioden 5. august til 21. august 2016.

## Medaljer
| 2016 Rio de Janeiro | Guld | Sølv | Bronze | Total |
| Mexico              | 0    | 3    | 2      | 5     |

### Medaljevinderne
| Mexico under sommer-OL 2016 i Rio de Janeiro | Mexico under sommer-OL 2016 i Rio de Janeiro | Mexico under sommer-OL 2016 i Rio de Janeiro | Mexico under sommer-OL 2016 i Rio de Janeiro | Mexico under sommer-OL 2016 i Rio de Janeiro |
| Medalje                                      | Navn                                         | Sport                                        | Event                                        | Dato                                         |
| -------------------------------------------- | -------------------------------------------- | -------------------------------------------- | -------------------------------------------- | -------------------------------------------- |
| Sølv                                         | María Guadalupe González                     | Atletik                                      | Kvindernes 20 kilometer kapgang              | 19. august                                   |
| Sølv                                         | Germán Sánchez                               | Udspring                                     | 10 m platform                                | 20. august                                   |
| Sølv                                         | María Espinoza                               | Taekwondo                                    | Kvindernes +67 kg                            | 20. august                                   |
| Bronze                                       | Misael Rodríguez                             | Boksning                                     | Mændenes mellemvægt                          | 18. august                                   |
| Bronze                                       | Ismael Hernández                             | Moderne femkamp                              | Mændenes                                     | 20. august                                   |